# Gerhard Seebach

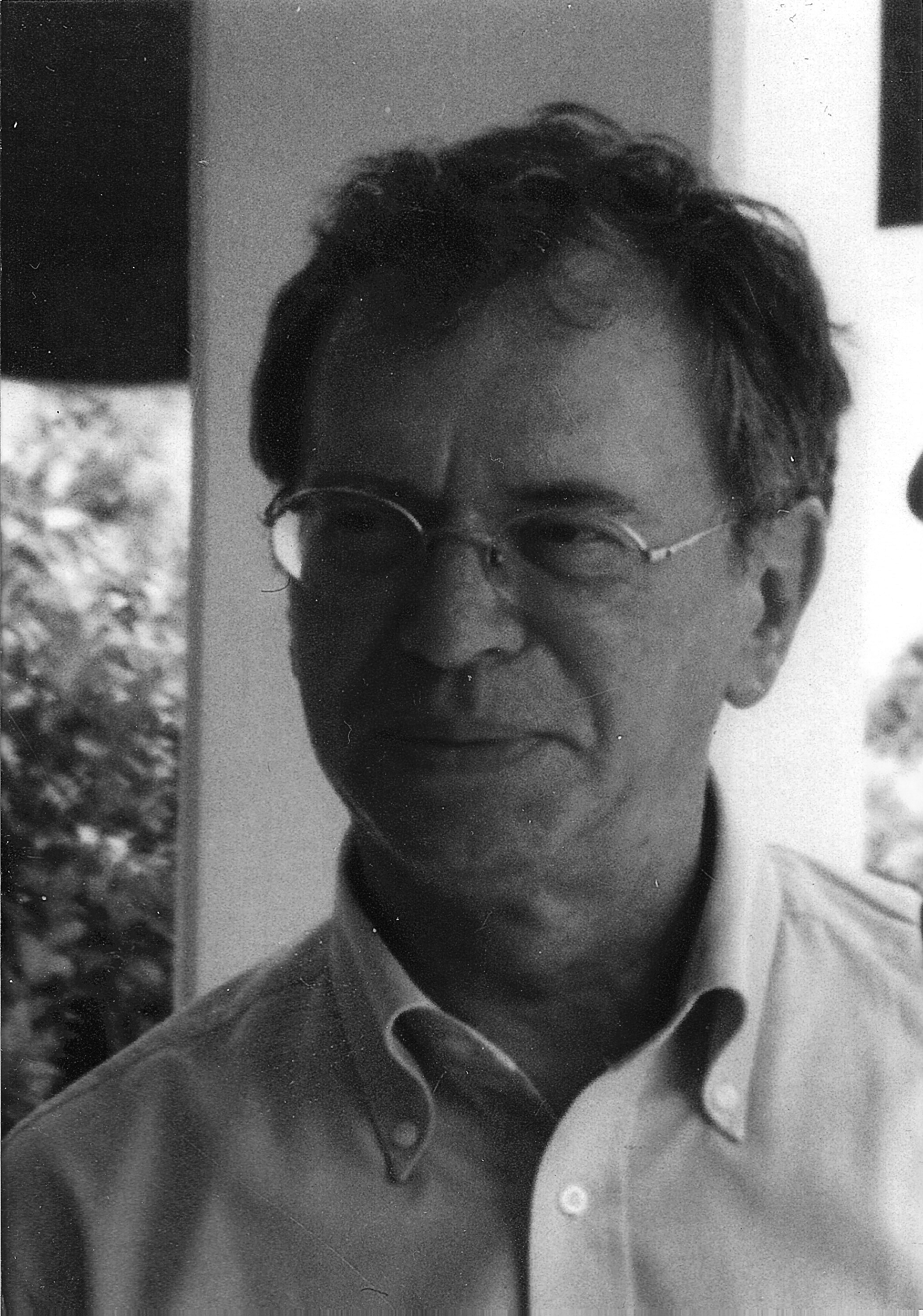
Gerhard Seebach (2008)

Gerhard Seebach (* 25. Juli 1946 in Gols im Burgenland; † 15. Dezember 2008 in Wien) war ein österreichischer Bauforscher und Denkmalpfleger.

## Leben
Der als uneheliches Kind geborene Seebach wuchs bis zum Ende der Volksschule bei seinen Großeltern in Gols auf. Zum Besuch des Gymnasiums – er besuchte das BRG Stubenbastei in Wien I. – wurde er von seiner Mutter nach Wien geholt. Nach seiner Matura belegte er an der TU Wien das Fach Maschinenbau. Nach der ersten Diplomprüfung brach er allerdings dieses Studium ab und studierte Kunstgeschichte. Seit seinem 18. Lebensjahr verdiente sich Gerhard Seebach seinen Lebensunterhalt als Musikkritiker für eine Tageszeitung, als Mitarbeiter im Planungsbüro Arnegger und als Designer von Gourmetlokalen.
Seebach machte sich aber auf einem ganz anderen Gebiet einen Namen. Sein Interesse galt seit frühesten Tagen den Burgen und ihrer wissenschaftlichen Erforschung, aber auch anderen historischen Profan- und Sakralbauten, von denen er oft die ersten Planaufnahmen anfertigte. Um das Jahr 1970 lernte er den damalig Präsidenten des Waldviertler Heimatbundes Walter Pongratz kennen. Dieser förderte das Engagement und das Interesse des jungen Seebach und machte ihn mit Bernhard Naber, dem damaligen Abt der Benediktinerabtei Stift Altenburg, bekannt. Dort setzte er wenige Jahre später wesentliche Impulse zur archäologischen und bauhistorischen Erforschung des Stiftes. Walter Pongratz und Gerhard Seebach veröffentlichten ihre gemeinsamen Forschungsergebnisse zu den Waldviertler Burgen in der Reihe „Burgen und Schlösser“ des Birken Verlages, dem heutigen Verlag Niederösterreichisches Pressehaus. 1973 heiratete er Christine Toman, die Tochter des Verlegers. Aus dieser Ehe stammen zwei Kinder.
Erst ab der Mitte der 1970er Jahre begann sich innerhalb der kunsthistorischen Beschäftigung mit Sakralbauten die historische Bauforschung als moderne Teildisziplin herauszubilden, wobei neben seinem Freund Martin Bitschnau in Tirol vor allem Seebach zu nennen ist, der die Datierung von Mauerwerk über die Entwicklung der zeitspezifischen Strukturen vorschlug. Trotz einer geringen Anzahl an publizierten Arbeiten zum Thema hat er methodisch und terminologisch jene Grundlagen geschaffen, auf der eine überwiegend jüngere Generationen aufbaut. Dabei hat vor allem die Burgenforschung in den letzten Jahren die entscheidenden Impulse geliefert. Seine Dissertation schrieb Seebach nach jahrelangen Forschungen vor Ort über das Stift Altenburg unter der Betreuung von Renate Wagner-Rieger.
Die Untersuchung von Schloss Neugebäude Ende der 1980er-Jahre war ein Großprojekt, dem er sich mit großem Ehrgeiz widmete. Als ein Höhepunkt seines Schaffens gilt die Untersuchung des Domes von Trient. Sie wurde 2001 mit einer umfangreichen Publikation abgeschlossen. 1991 lernte er seine spätere Ehefrau Doris Gneisz als Mitarbeiterin kennen. 1999 kam ihr gemeinsamer Sohn Florian zur Welt.
1994 wurde Seebach ins Bundeskanzleramt berufen, wo er die restauratorische Leitung der Fassaden übernahm. Mit diesem Gebäude begann der Einstieg in eine Branche, in die er sich mit Ehrgeiz einarbeitete. Objekte, die ihn besonders begeisterten, waren die Restaurierung der Kirche am Steinhof (1140 Wien), die Wiederherstellung einer Prunkhalle im Innenministerium Herrengasse oder der Renaissanceinnenhof samt Fassaden der Bäckerstraße 7 (1010 Wien). In den letzten vierzehn Lebensjahren betreute er ungefähr 120 Gebäuderestaurierungen, vorrangig in Wien. Die restauratorische Leitung der Restaurierung des Finanzministeriums in der Himmelpfortgasse konnte er nicht mehr zu Ende führen. Auch von ihm geplante Publikationen wie z. B. zur Gozzoburg in Krems oder zur Burg Schlaining konnten so nicht mehr erscheinen.
Seebach kann durch seine Pioniertätigkeit auf dem Gebiet der historischen Bauforschung, insbesondere durch seine intensive Auseinandersetzung mit der Genese der Mauertechnik, als Begründer der „modernen“ historischen Bauforschung in Ostösterreich bezeichnet werden.

## Publikationen (Auswahl)
- mit Walter Pongratz: Burgen und Schlösser, Litschau – Zwettl – Ottenschlag – Weitra (= Niederösterreichische Burgen und Schlösser 3, Waldviertel 1), Wien 1971, ISBN 3-850300072
- mit Walter Pongratz: Burgen und Schlösser, Ysper – Pöggstall – Weiten (= Niederösterreichische Burgen und Schlösser 3, Waldviertel 2), Wien 1972, ISBN 3-850300080
- Stift Altenburg: Ein Führer durch die Stiftskirche. Altenburg/Horn 1975.
- Der Burgenbau der Babenbergerzeit. In: 1000 Jahre Babenberger in Österreich. Kataloge des Niederösterreichischen Landesmuseums. Neue Folge, Band 66, Wien 1976, S. 454–471.
- mit Hermann Wiessner: Burgen und Schlösser um Friesach, St. Veit – Wolfsberg (= Kärntner Burgen und Schlösser 1), Wien 1977.
- mit Hermann Wiessner: Burgen und Schlösser in Kärnten, Klagenfurt – Feldkirchen – Völkermarkt (= Kärntner Burgen und Schlösser 2), Wien 1980, ISBN 3-850300161
- mit Hanna Egger, Gerhard Egger und Gregor Schweighofer: Stift Altenburg und seine Kunstschätze. St. Pölten/Wien 1981, ISBN 3-853266029
- Die Burg Imbach. In: Franz Fux (Hrsg.): Unter Schleier und Krummstab, Geschichte von Imbach. Imbach 1989, S. 669–671.
- Die Rosenburg – Untersuchungen zur mittelalterlichen Baugeschichte. In: Adel im Wandel. Politik – Kultur – Konfession 1500-1700. Katalog des Niederösterreichischen Landesmuseums Neue Folge Band 251, Wien 1990, ISBN 3-854600194, S. 603–605
- Zur Baugeschichte des niederösterreichischen Landhauses im 16. Jahrhundert. In: Adel im Wandel. Politik – Kultur – Konfession 1500-1700. Katalog des Niederösterreichischen Landesmuseums Neue Folge Band 251, Wien 1990, ISBN 3-854600194, S. 313–315
- mit Martin Bitschnau, Barbara Kienzl und Ulrike Steiner: Die profanen Bau- und Kunstdenkmäler der Stadt Friesach (= Österreichische Kunsttopographie Band 51), Wien 1991, ISBN 3-850284352
- Die romanischen Portale auf Burg Tirol. Eine bauhistorische Untersuchung. In: Eines Fürsten Traum. Meinhard II. – Das Werden Tirols. Tiroler Landesausstellung 1995, Schloss Tirol – Stift Stams, Dorf Tirol/Stams 1995, S. 79–93.
- Archäologische und bauhistorische Untersuchungen 1991–1994. In: Iginio Rogger, Enrico Cavada (a cura di): L’antica Basilica di San Vigilio in Trento. Storia – Archeologia – Reperti. Trento 2001, S. 135–313.